# Cesare Jonni
Cesare Jonni, né le 21 janvier 1917 à Macerata et mort le 11 juillet 2008 dans la même ville, est un arbitre italien de football, en activité des années de l'après-guerre jusqu'au milieu des années 1960. Il débute en 1948, devient arbitre international en 1954 et arrête en 1964.

## Carrière
Cesare Jonni a officié dans des compétitions majeures : 
- Euro 1960 (2 matchs) ;
- JO 1960 (2 matchs) ;
- Coupe du monde de football de 1962 (1 match).